# Chodská Lhota
Chodská Lhota là một làng thuộc huyện Domažlice, vùng Plzeňský, Cộng hòa Séc.

## Tập ảnh

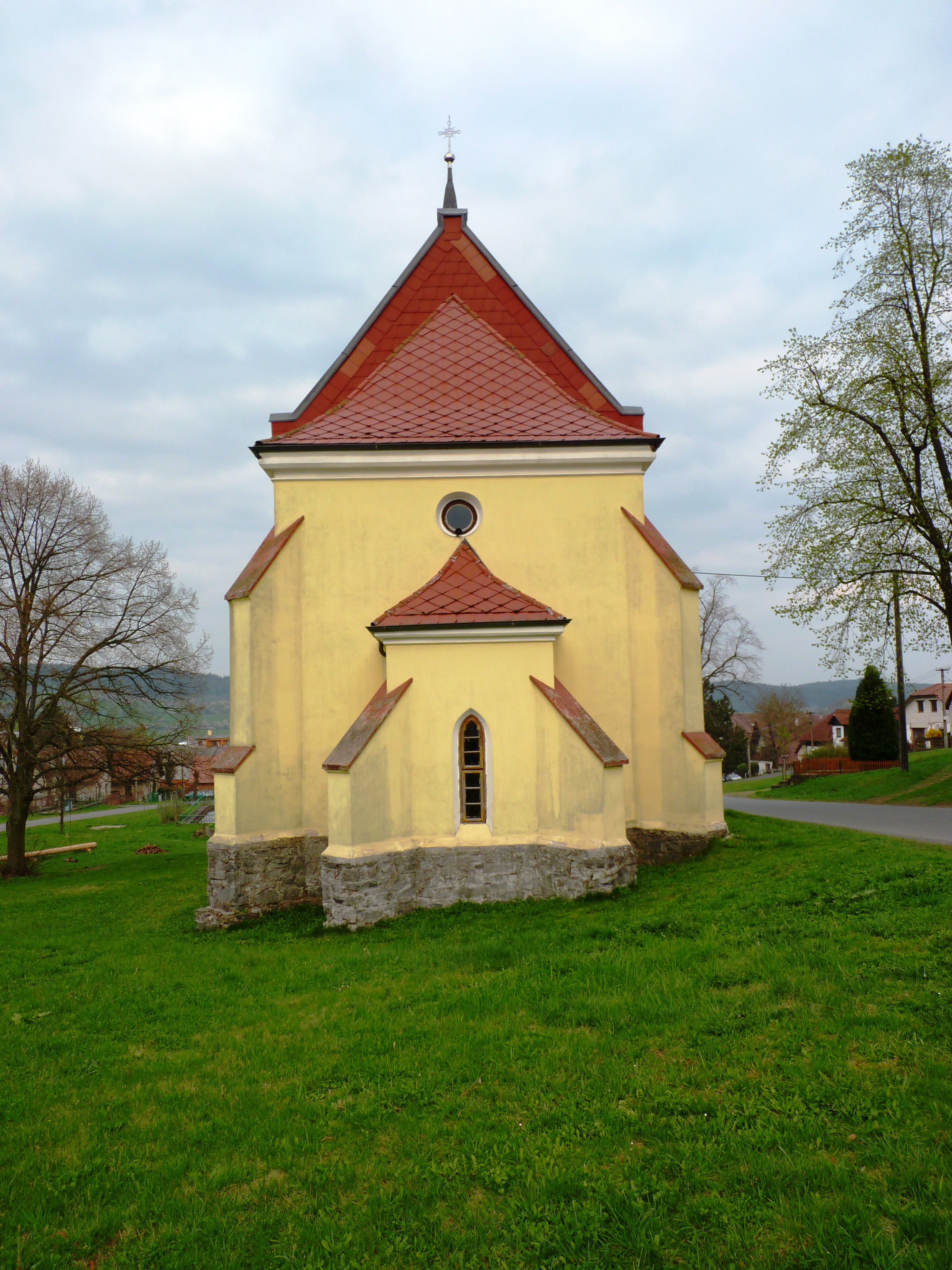
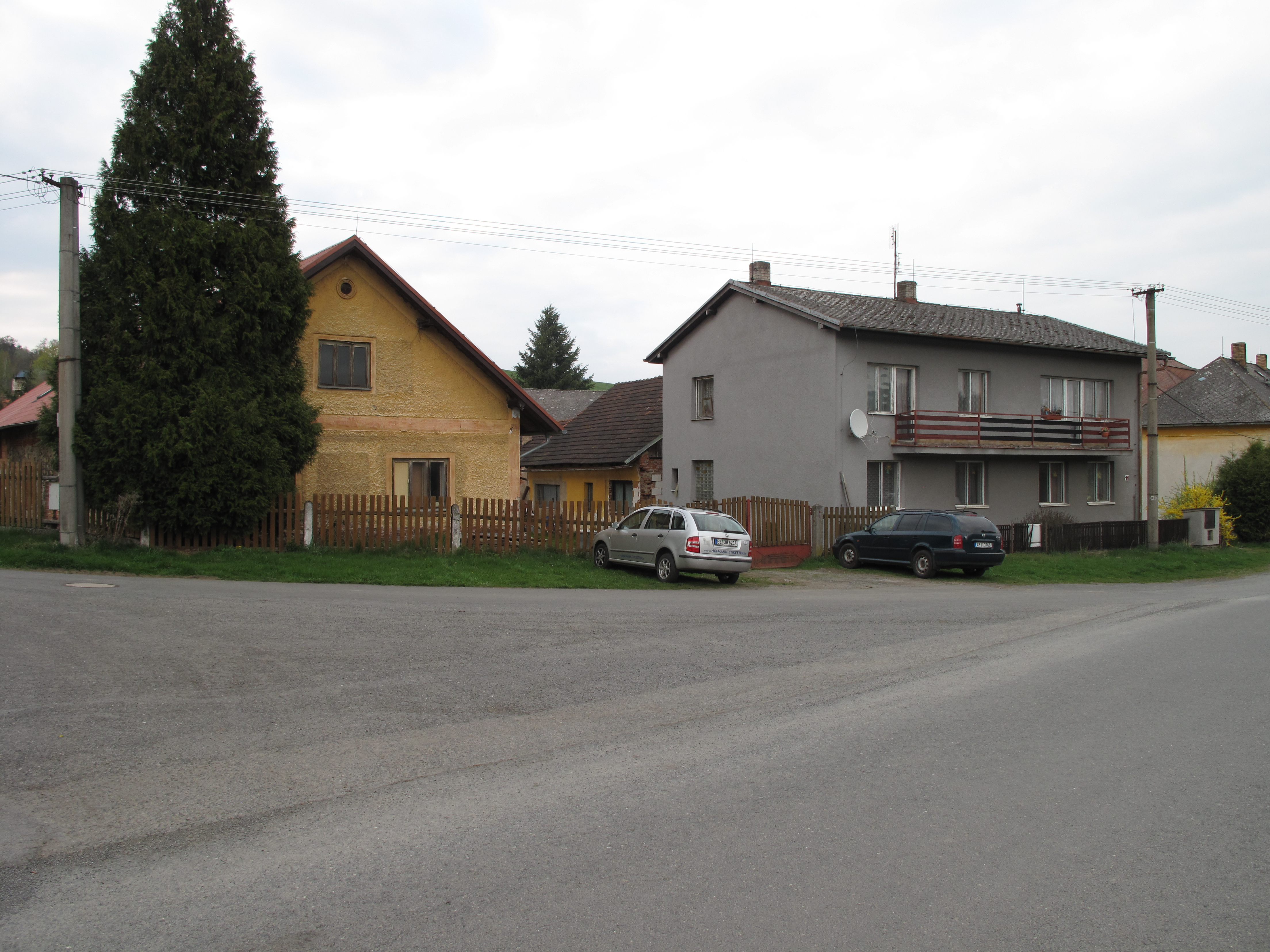
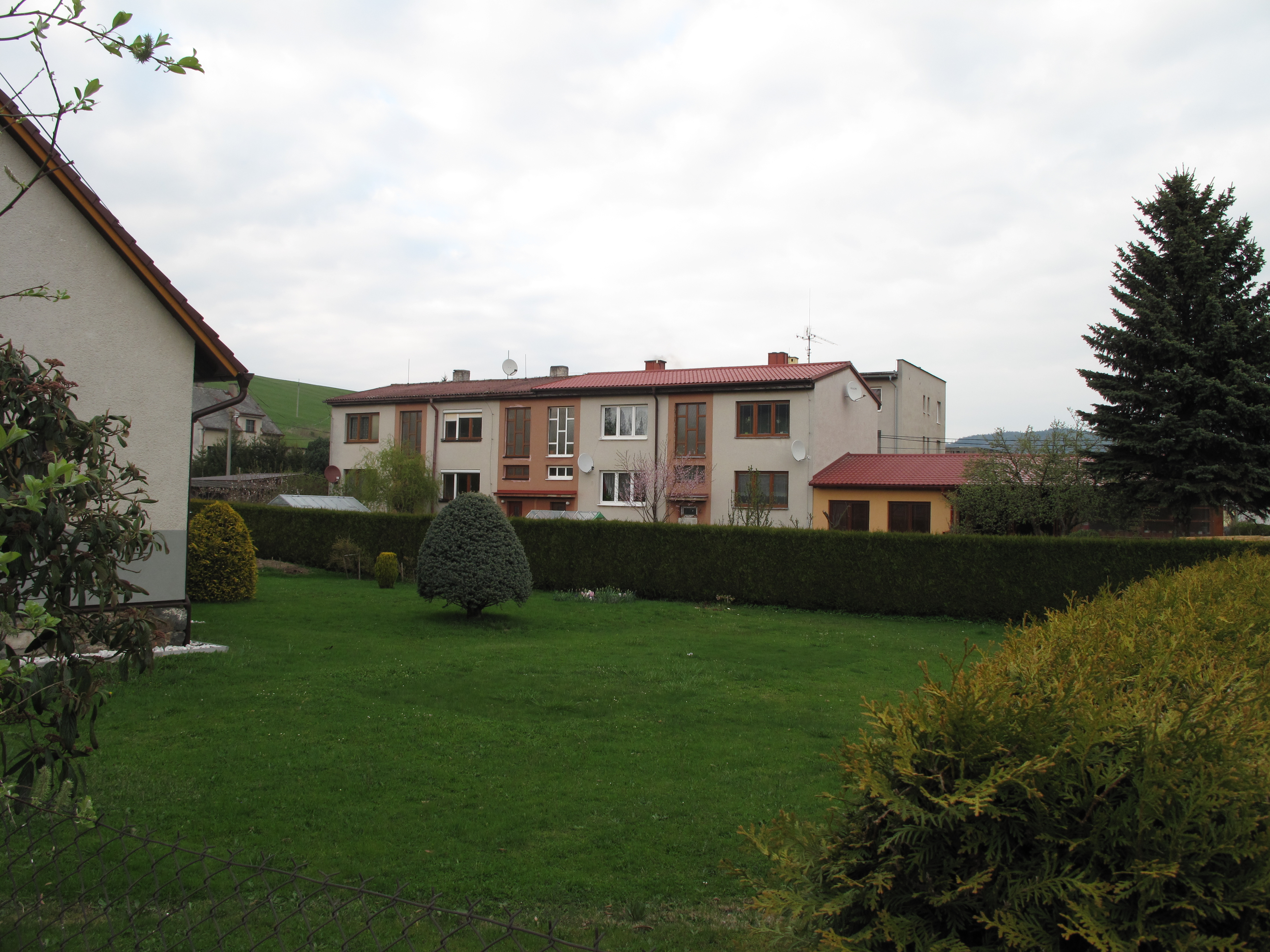